# مجال السردية
يشير مصطلح مجال السَردية أو مجال الحديث أو الكون (من منظور رياضي) إلى فئة (مجموعة) من الكيانات التي تحتوي على متغيرات مرتبطة بالمنطق الرياضي.
بعبارة أخرى فإن مجال السردية يمثل المجال الذي يحتوي على جميع العناصر التي تحقق الشروط المطلوبة (والتي تعرف باسم المحددات الكمية أو المكممات).
فمثلا الافتراض التالي: ∀ [الإنجليزية]x (x2 ≠ 2) (والذي يُقرأ: كل قيم س التي يكون فيها مربع س لا تساوي 2) يحتاج إلى تحديد مجال السردية المقصود لحل المسألة. فقد يكون المجال المطلوب في حل المسألة هو مجموعة الأعداد الحقيقية، وعندها يكون الافتراض خاطئ (لأنه عندما تكون (x = √2)، فإن (x2 = 2) وهذا لا يحقق الافتراض)، وقد يكون مجموعة الأعداد الطبيعية، وعندها تكون فإن الافتراض صحيح (لأن رقم 2 ليس ناتج من مربع أي عدد طبيعي).

## أنظر أيضا
- مجال الوظيفة
- التفسير (المنطق)
- الكمي (المنطق)
- الكون (الرياضيات)